# 曹霆声
曹霆声（1901年—1971年），谱名光发，安徽歙县雄村航埠头人，曹敦怡堂，曹霆声、曹九如兄弟为民国歙县四大名绅之一。
清咸丰年间，其祖父曹竹君从歙县去到上海胡裕安纸行当学徒、跑街，后在城隍庙开设大吉祥小纸店，销售烧香用的黄表纸，在法租界老永安街4号开设怡大纸行，1918年后供应商务印书馆和中华书局教科书所用的国产光连纸。曹竹君的四个儿子，长子曹恩棠（号锡山）、次子曹味衡（老三）、四子曹维明均在沪经商，参与创立歙县旅沪同乡会，三子曹益轩在祖籍歙县主持家务 。曹锡山获清代奉直大夫候选州同加二级，北洋政府二等金质嘉祥奖章。曹霆声（谱名光发，行六）、曹九如（谱名光泽，行九）兄弟为曹恩棠之子。曹霆声毕业于安徽省立第三中学、安庆法政学堂。到1920年代，曹氏兄弟二人已开设近20家商铺，包括杭州文新恒绸缎丝织厂，上海恒丰绸庄、怡康纸行、安祥当铺、吉祥当铺、九如昱房产、环球帽厂、怡源百货批发号、怡丰百货门市部等，天津源顺祥土产特产号，太原大隆祥商店，汉口怡丰裕商号，宣城福祥当铺、安庆永祥当铺、屯溪立大煤油公司、歙县协大布庄和公昌杂货店等。富甲一方。人称“曹百万”。民国26年（1937）曹霆声被选为国大代表。曾任歙县商会会长。
1929年，曹氏兄弟出资在家乡建造了从歙县西门到篁墩的公路，长20公里。曹氏兄弟又出资30万银元，建成徽杭公路安徽段，长61公里，1933年2月破土动工，1933年10月10日举行全线通车典礼。1934年成立鸿飞汽车运输公司专营货运，65辆汽车，改变以往需时半个多月时间的情况。1946年又出资建设歙县医院。 。
1951年曹霆声被捕，在各地的商号被统一充公。在歙县城内的两幢住房三幢店屋，打箍井街20、22号曹氏二宅改为徽城镇派出所，建筑面积994平方米。在土改中，雄村航步头清代祖屋三重楼、江南棋院分给八户农民居住。曹氏兄弟13人将浮财、金银、玉石近百斤，商务影印《四库全书》共计一万册（120箱），上缴国库。曹霆声劳改4年后，1962年释放回歙县。三重楼在1996年最后一户搬出后封闭，2007年前后坍塌。曹家祠堂改为小学使用，现已废弃，只剩下一座牌坊、一对明代石狮。

## 家庭
- 长子曹印川（-2006）
- 孙曹新游